# Бредин, Кристина
Кристина Бредин (англ. Christine Bredin, полное имя Christine Sloan Bredin; 1860—1934) — американская художница и педагог.

## Биография
Родилась в 1860 году в городе Батлер, штат Пенсильвания, в семье Стивена Бредина (Stephen Bredin) и его жены Кэтрин Слоан Бредин (Catherine Sloan Bredin).
Изучала живопись в Академии искусств Цинциннати и в Академии Коларосси. Также училась у Карла фон Марра в Мюнхене.
Была участницей Всемирной выставки 1893 года в Чикаго, где представляла свои работы в «Здании женщин». Также экспонировалась на Международной выставке хлопковых штатов в 1895 году в Атланте, штат Джорджия. В этот период времени она делила художественную студию с другой художницей — Энни Сайкс.
Кристина Бредин преподавала в Университете Огайо в Атенсе, штат Огайо. Являлась членом Plastic Club в Филадельфии и членом-учредителем Женского арт-клуба Цинциннати.
Умерла в 1934 году.
Кристина Бредин была замужем за врачом — Стивеном Бредином (Stephen Lowrie Collins Bredin). Их сын — Рэй Слоан Бредин, тоже стал художником, был представителем Пенсильванского импрессионизма.